# Сантехніки Білого дому
Сантехніки Білого дому (англ. The White House Plumbers) — американський міні-серіал каналу HBO в жанрі політичної драми, заснований на романі Егіля та Меттью Крога. У головних ролях — Вуді Харрельсон, Джастін Теру, Донал Глісон та Ліна Хіді. Прем'єра міні-серіалу відбулася 1 травня 2023.

## Сюжет
Міні-серіал оповідає про так званих «сантехніків Білого дому» — групу оперативників, яким було доручено виявити джерела «витоку» інформації про національну безпеку зовнішнім сторонам та які розробили плани вотергейтських крадіжок та інших таємних операцій для адміністрації Річарда Ніксона.

## В ролях
- Вуді Харрельсон — Говард Хант
- Джастін Теру — Гордон Лідді
- Донал Глісон — Джон Дін
- Ліна Хіді — Дороті Хант
- Кірнан Шипка — Кеван Хант
- Айк Барінхолц — Джеб Магрудер[en]
- Юл Васкес — Бернард Баркер[en]
- Девід Крамхолц — Вільям О. Біттман
- Річ Соммер — Егіль Крог
- Кім Коутс — Френк Стерджис
- Ліам Джеймс — преподобний Джон Хант
- Нельсон Асенсіо — Вірхіліо Гонсалес
- Гері Коул — Марк Фелт
- Тобі Хасс — Джеймс В. Маккорд-молодший
- Зої Левін — Ліза Хант
- Джон Керрол Лінч — Джон Н. Мітчелл
- Зак Орт — Альфред Сі Болдуїн III
- Тоні Плана — Еухеніо Мартінес
- Тре Райдер — Девід Хант
- Кетлін Тернер — Діта Бірд
- Джуді Грір — Френ Лідді
- Корбін Бернсен — Річард Кляйндінст
- Алексіс Вальдес — Феліпе де Дієго

## Виробництво

### Розробка
У грудні 2019 року телеканал HBO замовив розробку п'ятисерійного мінісеріалу, виконавчими продюсерами якого стали Алекс Грегорі, Пітер Хайк, Френк Річ, Рубен Флейшер та Девід Бернард. Грегорі та Хайк були призначені сценаристами, а Мендел — режисером проєкту.

### Зйомки
Зйомки розпочалися 3 травня 2021 року. Вони проходили в Покіпсі та Олбані (штат Нью-Йорк), Нью-Йорку, Вашингтоні та в Шарлотті-Амаліє (Американські Віргінські Острови). 6 серпня 2021 року стало відомо, що виробництво мінісеріалу було призупинено у зв'язку з розслідуванням «можливої непрофесійної поведінки на знімальному майданчику». 12 серпня зйомки було відновлено після прийняття додаткових протоколів у зв'язку з цим неуточненим інцидентом.

### Прем'єра
Прем'єра мінісеріалу мала відбутися в березні 2023 року. Проте вона відбулася 1 травня 2023 року.